# フォントヒンティング

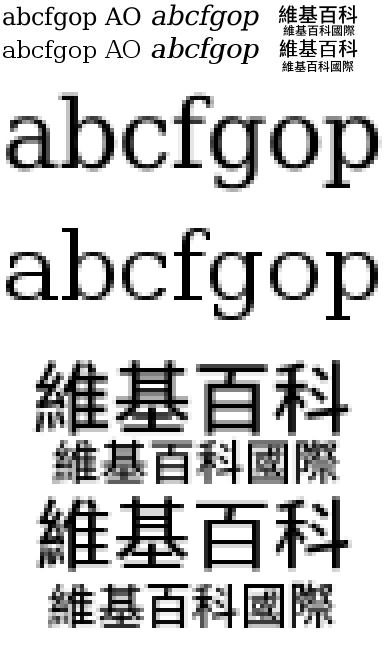
上段が100%表示。下段は上段を400%に拡大表示したもの。1行目のヒンティング処理なしと2行目の処理ありでは各文字の高さや太さが同じように見えるよう調整されているのと同時にコントラストが向上し可読性が向上しているのがわかる。

フォントヒンティング (英: font hinting) とは、アウトラインフォントをビットマップ画像へとラスタライズする際の最適化技術である。

## 概要
ベクターデータであるアウトラインフォントをコンピュータディスプレイなどの低解像度デバイスに表示する状況や小さなサイズとして印刷する状況など、文字が適切なバランスや太さなどを表現できるだけのピクセル数やドット数が与えられない状況が発生することがある。
そのような状況でもフォントが不適切な表示にならないよう処理を行うために用いられるのがフォントヒンティングである。
フォントヒンティングを行うことにより頂点をピクセル境界に合わせることでコントラストを高めたり、線の太さや高さを揃えることにより可読性を向上することができる。適切な処理のために製作者によって太さや高さなどの情報や、頂点を移動するためのプログラムがフォントそれぞれに付属することもあれば、フォント描画プログラムが自動で処理を行う環境も存在する。

## 背景
印刷機の解像度が向上するにつれ、より高品質な印刷に耐えうるアウトラインフォントが登場したが、小さな文字での印刷時や低解像度ディスプレイに表示する場合には文字の太さや高さが一致しないなど、従来の適切に作成されたビットマップフォントよりも品質が劣ることとなった。
しかしWYSIWYGの実現のためにもフォントをスケーラブルな文字サイズで画面に表示したいという要求も強く、またサイズごとにビットマップフォントを用意することもコストがかさむため、1つのアウトラインで低解像度環境から高解像度環境まで、状況に合わせた適切な表示をするためのフォントヒンティング技術が登場し発達した。